# 石影妖漫画譚
『石影妖漫画譚』（せきえいあやかしまんがたん）は、河合孝典による日本の漫画作品。集英社『週刊ヤングジャンプ』2010年32号からより連載を開始したが、2011年1号（第20話）でヤングジャンプ本誌での連載を終了。第21話以降は、2010年12月9日より、『ヤングジャンプ』のWebサイト『webYJ』でのweb連載へ移行し、2012年11月22日更新分まで連載された。移行後、『ヤングジャンプ』2011年52号までの目次ページには本作の名前と、作者のコメントが掲載された。コミックスは全11巻。
公式サイトWeb連載『石影妖漫画譚』にて其一之画濡れ女編、其二之画二口女編、其三之画 - 其五之画送り狗編を無料試し読み公開中。巻末おまけ漫画、表紙カバー下に解説付き妖怪イラスト、あとがき、巻中に後日談のイラストなど単行本用の描き下ろし特典が毎巻有り。

## あらすじ
濡れ女編
其一之画。三丁目油屋いせ隣の裏長屋の住人烏山石影のもとへ訪れる同心・千葉一心太。夜四ツ頃に隣町の大川の水面へ女が現れ、足を掴まれ川へ引きずり込まれる怪事件の相談を持ちかけられる。
二口女編
其二之画。江戸から北西に七里程離れた秋津村。夜な夜な家に忍び込み食料を食い漁る妖怪・二口女の怪事件を聞き、石影が出向く。
送り狗編
其三之画 - 其五之画。石影の元へ訪れる大家いせ。知り合いの店で働いている娘・ヨヨが夜の帰り道で何かにつけられていると相談に来るが、その真相は？
墓場の怪編
其六之画 - 其七之画。亡夫の命日に墓参りをする大家いせ。人ッ気のない物静かな墓地で背後から声を掛けられ振り向くと、そこには亡くなったはずの夫の姿が。
火車編
其八之画 - 其九之画。暁八つ半（午前3時）。しめやかな通夜が行われる掛川家で長男・源一郎の遺体を妖怪・火車に持ち去られてしまう。火車が源一郎の遺体を持ち去った理由、源一郎の死の真相とは？
狂気の切り裂き魔（仮）編
其十之画 - 其三十五之画。江戸の名門・上岡道場へ1人の浪人が訪れる。浪人は言う。「私も…一手御教授願えんでしょうか…」。その男が発した言葉から狂気の連続殺人事件が幕開ける。妖怪・毛羽毛現、火付盗賊改方長官・中山騎鉄が登場する初の長編。
悩める小蝿編
其三十六之画。入間亜蔵との激戦で妖筆を失い貧弱根暗絵師と自虐する石影。怪事件の相談を持ち込まれるが妖筆の無い石影は。
山のしろがみ様（仮）編
其三十七之画 - 其五十三之画。新たな筆を得るため山奥の雪山へ出向く石影。妖怪・毛倡妓（けじょうろう）、対妖僧兵・鳳蓮（ほうれん）との出会い。雪解け頃の春に毎年村へ降りてくる「しろがみ様」とは！
中山騎鉄妖犯科帳編
其五十四之画 - 其五十七之画。石影が妖筆を求め江戸に不在の頃、火盗改長官・中山は道端にうずくまる少女の霊を「視」てしまう。中山が声をかけると少女の口から意外な言葉が出てくる。
スリの六郎編
其五十八之画 - 其六十之画。人が賑わう桜咲く花見ごろ。カモを物色し、「一仕事」しようとした六郎のところに火付盗賊改方の中野が現れる。
けさら・ばさら編
其六十一之画 - 其六十二之画。ヨヨの働く茶屋で茶飲み話をする毛羽毛現、毛倡妓、大家いせ。女三人寄ればかしましい。捕まえれば願いを叶えてくれるフワフワと宙を浮く綿毛のような妖怪けさら・ばさらの噂で賑わせていたら目の前に「フワフワと宙を浮く綿毛のような妖怪」が現れ…イケメン、お菓子、金を巡って激しくも浅はかな戦いが始まる！
地本問屋のお葉編
其六十三之画 - 其六十四之画。裏長屋の石影を訪れる地本問屋（出版社）のお葉。石影の浮世絵に魅せられ本を出版したいと頼みに来るが、今は妖怪絵しか描かないと聞かされる。
獄炎の復讐鬼（仮）編
其之六十五画 - 最終話。江戸の城付近で武士のみを狙った殺人事件が起きる。事件現場に残る奇っ怪な焼死体。事件を追う石影だが事件の裏には意外な真相が。

## 登場人物

### 主要人物
烏山 石影（からすやま せきえい）
主人公。裏長屋に住んでいる変わり者の妖怪絵師。普段から引きこもり気味のせいか体力が無く、多少の移動でもすぐにバテる（持っていく荷物が多いためでもあるが）。
性格はひょうきんものであるが、妖怪の話を聞くと途端に生き生きした表情になる他、妖怪を利用する入間（いるま）のような輩に対しては静かに怒る。
以前浮世絵師として活動していた時期があり、その筋の人間からは有名である。浮世絵師を辞めた理由は、本人曰く『贖罪』とのこと。
武器として毛羽毛現から貰った『妖筆』があり、書いた物を実体化することが出来る。ただし、妖筆はかなりの代物であり、使用する度に創造する『脳』と書き出す『右手』に負荷を与えるため、最大でも4枚分が限界である（最初は3枚で、後に毛羽毛現が直した）。
武幻との戦いの後に自分の力不足を憂い、少しでも妖力の効率を上げるために左腕を切断しようとしたが毛羽毛現に止められ、彼女の本気の状態での修行に取り組むことになる。修業の成果として上限が6枚を超え、また妖筆の性質を自在に操れるようになり、その後の武幻との戦いでその能力を全て使い切る形で彼を下したが、変異した無限を相手に絶体絶命の状態となる。その後も圧倒的な実力差の中で武幻を元に戻すという決死の覚悟で戦い、結果として敗北するも武幻を戻す事に成功する。
事件後、毛羽毛現が石影達の世界から一時的に別れる場面を描写し、その絵が現代に伝わっている事が分かる場面で本作は幕を閉じる。
代々（よよ）
石影と同じ長屋に住む少女。母からは捨てられ、父は騙されて多額の借金を残して死去し、その上養わなければいけない幼い弟達がいるなど、かなり不幸な生い立ちではあるが、逆境に屈しない心の強さを持つ。送り狗の一件から石影の助手を務めるようになり、彼にほのかな恋心を持っている。ただし、周囲には完全にばれている。
性格は穏やかで優しい。その性格は妖怪が相手でも変わらず、その結果として事件が解決することがあった。
毛羽毛現（けうけげん）
石影に妖筆を渡した妖怪。見た目は煌びやかな飾りを付けた少女に見えるが、実際は数千年を生きる大妖怪である。
自分の毛を武器として扱うことができ、毛を刃状にして相手を切りつけたり、絡みつかせて拘束したりすることも出来る。
永く生きているせいか幅広い趣味と見聞を持ち合わせており、絵描きでは石影を完全に凌駕している。
本気で戦うときは、少女の姿とは異なる大人の姿となり、その実力は石影が生死の境を彷徨い、修行地の山は森林が吹き飛び、地面がいくつも抉られている等の災害級と呼べる物である。玩具屋との戦いでその力を使い、彼の切り札の1つである九頭竜を破壊出来たが、この能力には制限があり、上限を超えてしまうと二度と元に戻れなくなる。
玩具屋との戦いの後、玩具屋の力を増大させないために自分を含めた妖怪達に封印を呼びかけ、石影達の世界から一時的に別れることを石影に告げた。
中山 騎鉄（なかやま きてつ）
若くして火付盗賊改方の長官に就いた青年。強い正義感を持ち、部下を思いやる性格。入間の事件で石影と知り合うが、最初はそりが合わず邪魔者扱いしていたが、犯人が特定できたことと入間との戦いを見て和解する。剣術の腕はかなりのもので、殺し屋3人を同時に相手しても引けを取らない。
入間の攻撃を度々受けたことと持ち合わせていた才能から、妖怪を斬る力「斬妖」と妖怪を見抜く力「怪視」を体得する。
入間との戦いの後、数日の謹慎を経て復職するが、怪視によって石影でも見えない魑魅魍魎や人に化けた妖怪などが見えるようになったことに悩まされる。その状態でいちと出会い、彼女の無念を晴らそうと行動する。
江戸の焼死事件を石影と共に追い、その真犯人を知ったことで動揺し一度は自暴自棄になったが、石影の提案に賛同し持ち直す。
玩具屋達との戦いでは亜臓・改を一蹴し、剣聖と呼べる実力のジローを相手に天井に刺さった刀ごと振り抜き勝利する（奇しくも宮本武蔵と同じ決着である）。
事件後は武幻の孫を引き取り、立派な武士として育てようとして苦心している姿が見られた。
鳳蓮（ほうれん）
興明寺の対妖僧兵の青年。僧ではあるがかなり気さくな性格。興明寺の対妖怪用の訓練を受けており、寺でも随一の腕前を持つが、一度も妖怪と対峙したことが無かった。その上極度の緊張感から目を瞑ってしまうなどの欠点がある。
師匠である終山からの扱いに反発し、無断で『浄厄槍』（じょうやくそう）を持ち出し、『しろがみ』の討伐に乗り出したことが石影達と出会うきっかけになった。
戦闘時は『浄厄槍』を使った槍術と類まれな体捌きで戦う他、自己治癒能力を最大限に高め、最低限でも妖怪と戦える状態に戻す『輪廻』（りんかい）とそれらを支える『ド根性』で戦闘をサポートする。ただし、『輪廻』はあくまで（最低限に）戦闘に耐えるために必要な状態に戻すだけで、治す時には受けた傷と同じ痛みが走るなどの欠点もある。
白狒々との戦闘後、再戦の約束を（彼の意思とは関係なく）取り付けられるが、終山の問いかけに対して毛倡妓を守りたいと啖呵をきる。
玩具屋一味との戦いでは、絶望的な実力差のベリーを足止めし続け、重傷を負いながらも救援に来た白狒々と共に戦い、ベリーを撤退にまで追い込んだ。その後、別離を伝えに来た毛倡妓にプロポーズした。
毛倡妓（けじょうろう）
髪をツインテールにした妖怪。毛羽毛現とは義姉妹の関係であるが、過去の出来事から彼女と違い大の人間嫌い。昔はポニーテールだったが、妖筆作成のために毛羽毛現が少し奪ったため、今のツインテールになった。白狒々の一件以降、また髪型が変わり今度は一本の長い三つ編みになった。
絶対に切れない性質を持つ髪と高い身体能力を駆使した格闘術を得意としており、生半可な妖怪では敵にもならないほどの実力を持つ。
何度も説得に来る鳳蓮を鬱陶しく思っているが、彼の生来の優しさに惹かれている（ただし、素直に表現できず悪態をつくが）。
玩具屋一味との戦いでは桔梗と戦い、彼女を説得することで戦意喪失を図った。戦いが終わった後、鳳蓮のプロポーズを承諾し妖怪側で唯一石影達のもとに残る。
大家 / 油屋いせ
石影やヨヨが住む裏長屋の大家。ヒョウ柄の羽織りの世話焼きさん。かなりの石頭（毛倡妓の本気の蹴りが堪えないほど）で若い頃は美人だった。
石影の行動パターンを完全に把握しており、おまけ漫画では床下に潜んでいた彼の居場所を見破ったこともある。

### 玩具屋
玩具（からくり）屋
妖怪の能力を取り込んだ玩具を与え人間を半妖に変える謎の人物。江戸転覆を目論むが目的や真意は不明。外見は普通の青年のようだが、人間として何かが欠落しているような雰囲気を漂わす人物である。
彼の持つ能力は妖怪を合成することで、この能力によって入間のような物ノ怪人間を作り出す。
上記の能力から妖怪を兵器に変えようとした計画『梔子の間』に関わっており、この計画を潰したのも彼である。終山はこれらの行動を復讐と捉えていたが、彼自身は何とも思っておらず、ただ楽しみだけを追求しているだけである（終山曰く、感情が壊れている）。
戦意を喪失し逃げようとした桔梗を始末しようとしたところを終山に阻まれる。終山と戦い、自身も手傷を負いながら終山を瀕死の状態に追いやったが、その場に現れた毛羽毛現とも戦い、彼女の真の姿に興奮し執着する。彼女を捕えようとするが、終山の横槍を受け失敗。撤退する際に毛羽毛現にこの戦いの真実を伝えてベリーと共に逃げた。
能力『妖怪合成』
誰かから与えられたものではなく、彼自身が生まれた時から持ち合わせていた能力である。この能力によって作られたものは大別して3つに分けられる。
『混ぜもの』
特定の妖怪の能力を複数の妖怪の能力と組み合わせることで強化する。屋敷を吹き飛ばしたのもこの能力によって生み出されたもの。
『純正』
玩具屋自身が初めから持っていたもので、ほとんどは九頭竜などの神話級の怪物ばかり。
『玩具』
入間のような物ノ怪人間を作り出すもの。
入間 亜蔵（いるま あぞう）
とある事件で浪人に身を落とし逃亡生活をするが、玩具屋と出会い半妖・かまいたちとなる。性格は残忍かつ臆病。江戸で連続殺人を繰り返す。
石影達とは何度も戦うことになり、石影との一騎討ちでは彼の妖筆を破壊することに成功するが、彼の奇策に敗北した。彼の話術によって罪悪感を揺り起こされ、乱心状態で逃げようとしたが、最期は中山に討たれる。
死後、遺体は玩具屋に回収され、欠損部分を妖怪の血肉で補修した『亜蔵・改』となる。入間の意識は微塵も残っておらず、生前口にした言葉を意味も無く繰り返すだけの文字どおりの『玩具』へと成り果てる。かまいたち姉弟と戦った際、妖怪化がさらに進行した異形の姿と能力で彼らを圧倒するが中山に阻まれる。中山の姿を見た途端に狂喜狂乱するなど中山への妄執は残っており、彼に襲い掛かるが一蹴される。
能力『かまいたち』
玩具屋から譲り受けた能力で、“斬る”ことに特化している。体の各部位から刃を出すことができ、広範囲に攻撃することが出来る。亜蔵・改となってからはさらに異形化が進み、傷口からも刃が出せるようになった。
『指』の刃
指から繰り出す刃で、実際はワイヤーに近い。最も多くの刃を出せるが、範囲は短く威力は最弱（ただし人を真っ二つにする位の威力はある）。
『腕』の刃
入間が最も多く使う刃で、腕を柄の代わりとして使用するほか、腕の断面から直接刃を出すことが出来る。
『脚』の刃
入間の持つ刃の中で最も範囲が広く、威力が高い刃。足を使用するため、即座に移動が出来ないなどの弱点がある。
『首』の刃
進化（石影曰く、妖怪化）によって得た入間の新しい刃。体から首を引きずり出す刃で、もはや大剣の類である。『脚』以上の威力を誇るが、攻撃に特化しすぎたせいでこれまでの素早さが無くなり、首と胴が離れると途端に無力になる。入間曰く「ただの生首」。
ベリー
金髪碧眼の外人。一見すると好青年だが他人の苦痛を何よりも好む歪んだ性格の持ち主。ジロー曰く、玩具屋と同じレベルの怪物。鳳蓮と戦い、彼に瀕死の重傷を負わせる。最初は両腕だけ変化させて戦っていたが、増援の白狒々を相手にするために嫌々ながらも全身を変異させて白狒々を圧倒する。鳳蓮と白狒々の捨て身の策によって、弱点である頭部に浄厄槍を受けるが、能力を暴走させることで致命傷を避けた。しかし、そのせいで脳の半分を乗っ取られかけてしまうが、玩具屋に窮地を救われて撤退する。
能力『ベリアル』
妖怪ではなく、悪魔を材料として利用した能力。元々玩具屋が所持していたものではなく、ベリー自身が祖国から持ち出したものである。普段は両腕だけを変化させるが、本気を出すことで大猿のような体格に山羊の蹄、頭部には巨大な角が出現する。あらゆる面で妖怪を凌駕する能力を備えており、規格外な存在である白狒々をして「勝てない」と言わせるほどの腕力と防御力を見せつけた。しかし、司令塔である脳だけは人間である必要があり、これを失うと完全に悪魔に変貌してしまう欠点がある。
掛川 武幻（かけがわ むげん）
掛川家の家長を務める老武士。厳格な性格。中山の剣術の師匠で、僧兵の終山とは若い頃に（かなり苛烈なものだが）研磨しあった仲。
息子の源一郎の事件で石影と知り合い、息子の死の真相を知るが、あえて仇討ちはしなかった。
後に、息子の死が謀殺であったと知り、また源次郎と満枝を暗殺されたことで、復讐のために玩具屋と手を結び、数々の焼死事件を引き起こす。
復讐の行動パターンを石影に読まれ、襲撃した屋敷で彼と戦うが、戦闘の最中に入間同様に進化（妖怪化）し、若かりし頃の姿になる。同時に実力も桁違いに跳ね上がり、石影が絶対に勝てないと確信するほどの強さを得た。
石影との戦いの後に自問自答する時間が増えたらしく、1人でいるときは常に物思いに耽っている。その内容はこれまでの人生を振り返るものであり、数々の選択と後悔に彩られているものであった。
石影との再戦では終始彼を圧倒し続けていたが、百足車を用いた石影の奇襲を受けてしまい敗北する。しかし、敗北によって自身の存在価値と最後の拠り所である復讐を失ったことで自己を認識することができなくなり、最悪の妖「獄炎童子『無限』」へと変貌してしまう。
『無限』に変貌した後も自我を保ち続けており、石影に倒されることを願っていたが、彼の覚悟を目の当たりにしたことで自分の願いはただの自己満足だと知り、『無限』を抑え込むことで正気に戻った。全てにけじめを付けるため、ひとり切腹しようとする所に毛羽毛現から孫が生きていたことを伝えられ、満足した上で死を選んだ。
獄炎童子『無限』(ごくえんどうじ『むげん』)
心の拠り所を失ったことで体内に蓄積された妖力が暴走し、主人格である武幻を押しのけて誕生した人・妖怪・半妖とも異なる“獣”のような存在。外見は辛うじて人型を保っているが、全身は漆黒で、背中には妖力によって構築された炎の翼が存在する。顔には「X」の字の炎が存在するだけで感情を読むことが出来ない。感情は存在するみたいで、傷を負った際は恐れ、憤怒を示す際は顔の「X」が「∞」へと変化した。
近づくだけで感覚が麻痺するほどの強力な妖気を発散し石影を一方的に追い詰めていくが、彼の決死の覚悟で生み出した武装筆によって互角の戦いにもつれ込み、真っ向からの一撃によって一度は武装筆を破壊するも、破壊された武装筆の妖気を再利用した新しい武装筆によって逆転される。
妖刀『火童羅』（ひどら）
玩具屋が武幻に渡した妖刀鍛冶屋『一本堂』の刀。火を吹く竜の骨を混ぜて打った妖刀。火に強く、火車の力を最大限にまで引き出せる業物。『無限』に変貌した際に体に取り込まれ、無限の意思によって形状も変化する。
能力『火車』
玩具屋から貰った能力で、かつて源一郎の事件に関わった火車の力を奪ったものである。武幻は刀を触媒として能力を使用している。
『飛炎』（ひえん）
刀を振ることで妖力を込めた目に見えないほどの微小な火花を放ち、遠くの相手を燃やす。
『赫水』（あかみず）
刀身を赤熱化し、斬りつけることで相手を溶かし斬る。火童羅があって初めて使える技。
『獄炎昇』（ごくえんしょう）
刀を振るうことによって火柱を上げ、周囲の物を焼き尽くす。
『赫瀧』（せきろう）
刀を地面に刺し、その状態から切り上げることで炎の壁を作り出し、それを相手にぶつける技。
ジロー
玩具屋が呼び寄せた物ノ怪人間の1人。ゴロツキから女性を助けようとするなど、良識はあるが行動が伴わない。長物を持った三枚目の伊達男。
しかし、30歩歩くと体がバラバラになる様に斬るなど、人知を超えた剣術を持つ。これらの剣術には妖力が関わっておらず、あくまで純粋に人間としての技術である。
普段は飄々とした性格であるが、『玩具』にされていたかまいたちの解放に涙を流すなどの人情的な面や、かまいたち姉弟等の邪魔者は容赦無く切り捨てようとするなどの冷酷な一面を持っている。
正体は、佐々木小次郎 “本人”であり、年齢は100歳を超えているが、玩具屋に出会うまで執念で生き延びていた模様。一生を剣に費やして生きていたためか、型に嵌らない自由な戦い方を得意とする。刹那での戦いを好み、執念で何度でも立ち上がろうとすることを嫌う。
中山と戦い、自分の全力を出せる好敵手と認めて殺しあうが、中山の生きる執念に失望した時に生まれた隙を突かれて敗北する。
中山との立ち会いの後に桔梗と再会し、彼女に玩具屋と手を切ることを伝えて残り少ない寿命を自然に任せる道を選んだ。
おまけ漫画では武蔵との決闘の真実が描かれており、決闘に遅れたのは逆に小次郎の方であった。予定よりも4時間遅刻し、しかもかなりひどい二日酔いという体たらくで、そのあまりの醜態に逆上した武蔵に問答無用で殴り倒されて敗北した。ただし、この頃から人を細切れにするなどの超人的な剣術を持ち合わせており、まともに戦っていたら歴史が変わっていた模様。
能力『ぬっぺっぽう』
玩具屋から貰った能力。性質は『不老』。肉体を全盛期に戻す能力であり、身体能力や再生能力は人と同じで不死ではない。この能力を選んだのは、剣術で自分を殺してくれるような強者と出会うためである。実は体に埋め込まれたものではなく、玩具屋から肉を受け取っていただけであり、肉の供給が受けられなくなると2 - 3年で死亡する。
邪剣「竜尾返し」（じゃけん「りゅうびがえし」）
あえて背中を見せることで相手の油断を誘い、カウンターの要領で切り返す技。
秘剣「燕返し」（ひけん「つばめがえし」）
真っ向上段から刀を振り下ろした直後に“時間差なし”の二つ目の斬撃を繰り出す攻撃。本人曰くどの斬撃からも放つことが可能だが、肉体への負担が大きい。連発することも可能。
桔梗（ききょう）
玩具屋が呼び寄せた物ノ怪人間の1人。ゆったりとした着物を着た身重の女性。時折腹の子供に向けて赤ちゃん言葉で話しかけている。性格は大らかで、率先して戦おうとはしなかったが、子供への愛情と執着は異常なまでに強く、腹を攻撃してきた毛倡妓を凄まじく罵り、即座に臨戦態勢に入るほどである。
能力を得る前は、江戸城大奥の側室の1人だったが、子供を成せない体質であったことと、あらぬ疑いをかけられた一件から大奥を追い出された過去がある。
毛倡妓の説得によって戦意を喪失し、逃げ出したが、用済みと判断した玩具屋に殺されそうになったところを、終山に助けられる。その後、ジローと再会し、自身の中にいる9人の子供を養うために尼寺に行くことを伝えた。
能力『姑獲鳥』（うぶめ）
玩具屋から貰った能力。自身に埋め込んだ姑獲鳥の腹袋に赤子（ただし、全て捨て子）と妖怪の肉を纏わせることで妖を産み出す能力。妖の子は最大で10匹いるが、一度に1匹しか出せず、纏わせる肉を取られると再生産に3日は掛かるなどの欠点がある。
十郎太（じゅうろうた）
末っ子の妖。ダンゴムシのような外見をしており、粘液のついたヒダの足でどこにでも取り付くことが出来る。粘液は妖力に反応し溶かす性質を持つ。
初愛（はじめ）
長男の妖。作中では不発だったため、外見や能力は不明。
惣右介（そうすけ）
玩具屋の協力者。かつて石影の親友だった人物であり、彼の妖怪に対する贖罪の原因を生み出した男。顔には石影との諍いで付けられた火傷の痕があるが、本人は気にしておらず、袂を別った後も石影を親友と呼び、自分の陣営に加えたいと思っている。
女郎蜘蛛（じょろうぐも）
最終話に惣右介とともに姿を見せた玩具屋の協力者。妖怪でありながら玩具屋と関わっている理由は不明だが、惣右介と共に妖怪を売りさばいている。毛羽毛現の妖筆作成にも携わり、毛倡妓の回想に彼女らしき姿があるが同一人物かは不明。

### 火付盗賊改方
岸田
中山の部下。特技は絵画描き。おまけ漫画では中山と腕相撲をして腕を折られた。
中野
初老の男性で中山の部下。中山の謹慎中に長官代理を任される古株。スリの六郎を更生させようとする。
加藤
中山の部下。入間亜蔵との戦いで右腕を失う。

### 掛川家
掛川 源一郎（かけがわ げんいちろう）
掛川武幻の息子。掛川家の長男。故人。果し合いで討ち死にする。
しかし、江戸の暗部と言える「梔子の間」の件を知り、それを告発しようとしたために謀殺されたことが後に発覚する。
掛川 源次郎（かけがわ げんじろう）
掛川武幻の息子。掛川家の次男。
武幻に黙って兄の一件を調べ、兄の死が謀殺だと知る。しかし、上役達からの追っ手に討たれて瀕死の状態となり、執念で武幻の元にたどり着き、彼に死の真相と密書を託して亡くなった。
掛川 満枝（かけがわ みつえ）
掛川源一郎の妻。掛川武幻の義娘。源一郎の遺体を妖怪に持ち去られた怪事件で石影に相談をする。
後に源一郎の子供を妊娠していたことが判明したが、源次郎への襲撃と同時に掛川家に差向けられた刺客に殺され死亡。彼女の死が武幻の復讐への引き金となった。
実は桔梗の十郎太（の中の赤子）こそが武幻の孫。満枝が暗殺された直後に玩具屋が摘出し、桔梗に預けていた（詰まる所、この戦いは全く無意味なものであった）。

### 対妖僧兵
終山（しゅうざん）
川越『興明寺』を束ねる老僧兵。鳳蓮の師匠。弟子の教育はかなり苛烈なものであり、その内容は鳳蓮を含め門下の弟子達がトラウマを持ちかねないものである。
同業の僧兵からは、口だけで何もしない様から「口だけ終山」と陰口を言われているが、玩具屋が放った（精強な対妖僧兵が敵わない強さの）巨大な合成妖怪を一撃で屠るなど、実力はかなりのものである。
石影たちと玩具屋一党との戦いの件を式神を通じて聞いており、それに乗じる形で白狒々と共に戦いの場に乗り込む。玩具屋本人と戦うが、玩具屋の出した九頭竜によって両腕を喪失して瀕死の状態になったが、玩具屋と毛羽毛現の戦いに横槍を指す形で乱入し、奥義『浄光』の光と共に消える。
しかし、実は水蓮尼が事前に転送符を忍ばせていたことにより命を長らえた。その後、表向きは死んだことにして来たるべき時に再び横槍を入れるべく、裏で暗躍する事を決めた。
武者修行をしていた時代は、自身の力の誇示として道場破りをくり返していた。その時に武幻と出会い、殺し合いじみた試合をした（周囲の門下生達が止めに入って引き分けになったが）。
『断妖』（だんがい）
妖怪を断つ能力。彼の弟子達も同様の能力を持っている。『斬妖』との違いは不明。
『天柱突』（てんちゅうとつ）
霊札で相手の頭上まで跳び、断妖を纏った浄厄槍で相手を貫く技。後に鳳蓮も使えるようになる。
『浄光』（じょうこう）
霊符に十数年分の霊気を溜め込み、それを一気に解放するほぼ自爆に近い技。
水蓮尼（すいれんに）
水戸『水明寺』の尼。武器として鞭を使う。玩具屋が作った物ノ怪人間を捕らえるほどの実力がある。終山をおじ様と慕っている他、終山からもスイと呼ばれており、終山の性格と実力をよく知っている。
毛羽毛現に頼まれて、石影の修行に付き合う。人を治す術『輪廻』慈愛弥（『りんね』じあみ）を持っている。
天山（てんざん）
京都・伏見本山『天明寺』の僧兵。小柄な老人で常に震えている。終山からじい様と呼ばれている。毛羽毛現とは知り合いで、若い頃は白狒々などの災害級の妖怪と何度も戦っている。石影の修行では、本気の毛羽毛現を止めるための防波堤として呼ばれた。
怒剛（どごう）
肥後『岩明寺』の僧兵。厳つい顔をした熊本弁で話す大男。霊札を使った結界術を用いるが、合成妖怪には歯が立たず瞬殺される。
黒練（こくれん）
秋田『暗明寺』の僧兵。顔中が傷だらけの男。終山を侮っている。合成妖怪に最初に殺された。
恋空（れんくう）
尾張『愛明寺』の僧兵。オカマのような姿と立ち振る舞いをしている。
正梅（しょうばい）
大坂『金明寺』の僧兵。恰幅が良い男性。常にニコニコしている。
寂光（じゃくこう）
京都・淀『静明寺』の僧兵。見た目は一番若い。

### その他の人物
歯牙鬼兄弟（しがききょうだい）
中山が雇った殺し屋。伊賀の抜け忍。兄は忍者刀を使い、妹は鏢を使う。入間との戦いでは兄は死ぬが、妹は雇った殺し屋の中で唯一生き残る。
山民賊けけら（さんみんぞくけけら）
中山が雇った殺し屋。山の死神と呼ばれている。鉄甲鈎を使う。入間との戦いで死亡する。
大岩坊（おおいわぼう）、小石翁（じゃりおきな）
中山が雇った殺し屋で、巨漢と小柄な老人の2人組。破壊屋（こわしや）と呼ばれており、大岩坊は小石翁の孫にあたる。入間との戦いで最初に死亡する。
「暗剣」暗木無明斎（「あんけん」くらきむみょうさい）
入間亜蔵用に中山が雇った凄腕の殺し屋。神速の居合術・無明濁流剣を得意とする。入間亜蔵の攻撃を中山とともに一度は見破り、実力者と思わせながらも呆気なく退場する。
蛇腕の掌羅（じゃわんのてら）
旗本千種家の用心棒。蛇腕一刀流の使い手で日本人とは思えない外見で手足が長い。
本所の六郎（ほんじょのろくろう）
スリ暦23年のベテランのスリ師。火盗改の中野とは20年以上の付き合いがある。片輪車に見初められて魂を取られるが、石影の奇策で奪取される。意識が戻った後、無気力な状態を見せるが、中野の財布を盗っている所からどうやら芝居だった模様。
いち
5,6歳の少女の幽霊。生前は呉服屋の娘だったが、商売敵の呉服屋の放火によって家族もろとも殺された。
幽霊になった後は、数年間その場で通行人の生気を吸いながら復讐の機会を待っていた。自分を見つけてくれた中山と行動を共にし、彼らの捜査によって念願の仇を見つけ、復讐のために中山から吸い取った生気を用いて妖怪へと変貌する。妖怪になっても協力してくれた中山と岸田を殺そうとはしなかったが、中山とは意見の食い違いから敵対する。
中山との戦いでは、上記の生気を吸う能力によって常に優位に立っていたが、彼の怪視によってからくりを見破られて自暴自棄となって襲いかかったが、彼の必死の説得に納得しその場を引いた。その後、両親の霊と再会することができた。
おまけ漫画ではもしも生きていたらと夢想しており、中山に好意を持っていると思しき描写がある。
葉（よう）
地元問屋『青葉屋』の女性版元。かなりスタイルが良い。かつて浮世絵を描いていた時の石影の画に惚れて版元の世界に入った。
石影に絵師の依頼を頼もうとしたが、彼の前で妖怪を軽んじてしまったことにより断られてしまう。帰りの道中に妖怪に襲われ、そこを石影に助けられたことにより惚れ直す。
その後も何度か石影の元に催促として赴いているが、経験が浅いせいか逃げられることも多い。
兵頭一乃斉（びょうどういちのさい）
武幻に向けて放った暗殺専門の剣士。話術で相手の神経を逆なでし、逆上して刀の軌道が単調になったところを斬る戦法を得意とする外道。武幻を逆上させ彼を追い詰めるが、火車の力を得た武幻によって殺害される。
タムチャ、タムタム
かまいたち一族の生き残りの姉弟。タムチャが弟でタムタムが姉である。
タムチャは血気盛んな性格であり、入間の件から人間を憎悪している。タムタムは気弱な性格だが、傷ついたタムチャを見捨てず、異形の亜蔵・改に立ち向かうなど心の強さがある。

### 登場する妖怪
濡れ女（ぬれおんな）
川辺に潜む妖。女性の上半身と大蛇の下半身を持つ。
二口女（ふたくちおんな）
後頭部に口のある妖怪。髪の毛を自在に操り物を掴み、後頭部の口で食べる。
送り狗（おくりいぬ）
夜道に歩く人の背後をついてくる犬の妖怪。正体は妖怪化しヨヨに近づく者を排除しようとしたヨヨの父親。
古椿の霊（ふるつばきのれい）
長い年月を経た樹齢の古い椿の樹木が妖怪化し、幻術や変化で人をたぶらかす。
かまいたち
山に住むイタチの妖怪。
火車（かしゃ）
全身に炎をまとった猫型の妖怪。山奥の猫又の里を束ねる長。後に玩具屋達に殺され、能力を奪われる。
テンコロバシ
テンコロ鎚（洗った衣類を叩く木槌）で人を転ばせる妖怪。
しろがみ様 / 白狒々（しろひひ）
山奥に住む全身白毛の巨体な大猿。変形して人語を喋り、キックボクサー顔負けのローキックや規定外の怪物っぷりを見せ、石影の度肝を抜く。
飛縁魔（ひのえんま）
コウモリのような翼を持つ女性型の妖怪。和製サキュバス。
片輪車（かたわぐるま）
気に入った男の魂を抜き取り、車輪に魂を閉じ込める女性型の妖怪。
けさら・ばさら
空中を漂う綿のような妖怪。捕まえると望みが叶うと言われている。「たっからぷと ぽっぽるんが…」と唱えても願いは叶わない。
人面樹（じんめんじゅ）
人の首に似た花を咲かせる妖樹。花のほうが妖怪本体。不気味な外見をしているが、人を襲う妖怪から旅人を守る優しい妖怪。
送り狼（おくりおおかみ）
狼が妖怪化したもの。集団で人を襲う妖怪。
合成妖怪（ごうせいようかい）
玩具屋が対妖僧兵達へと放った巨大な妖怪。獣・虫・魚・植物などの様々な妖怪を融合させたキメラと呼べる妖怪で、まともな自意識も残っていない

## 石影の描く妖怪画
石影が実物の妖怪を見て創造し描くので、劇中に実在する妖怪とは異なるものが多い。中でも名前に「死」が付くものは死を連想させるため必殺の威力を持つ妖怪画である。
槍ねずみ
背に槍を生やしたねずみの妖怪画。主に背の槍で突き刺す攻撃をする。
鐘蝦蟇（かねがま）落とし
背中に大きな鐘を背負ったカエルの妖怪画。主にのしかかって相手の動きを封じる。
篭手海老（こてえび）
腕を覆う篭手状の海老の妖怪画。
犬咬み貝（いぬかみがい）
犬のような口のある巨大な貝の妖怪画。相手に咬みつき動きを止める。
死中引き込み腕（しちゅうひきこみかいな）
鎖を用いて絵の中の闇に引き込む鎧武者のような腕の妖怪画。
燕矢遠矢（えんやえんや）
矢が燕状の弓矢の妖怪画。矢の刺さった妖怪の妖力を奪う。矢を放つたびに体力を使うため、のちに負担を減らし連射可能な「燕矢遠矢・連」に改良される。
燕矢遠矢・連（えんやえんや・れん）
燕矢遠矢の改良版。燕矢の口から多数の子燕矢を放つことも可能。
百足超車（ももぞぐるま）
高速移動が可能な巨大な百足の妖怪画。
死中ノ落人（しちゅうのおちゅうど）
死中引き込み腕の上半身妖怪画。石影が強敵に対して描く必殺の妖怪画である。
死数蚊（しすうか）
強力なドリル状の針を持つ蚊の妖怪画。大量の群れで襲いかかる。
連射式断首砲（こうべがり）
ギロチン状の刃を発射するガトリング砲のような妖怪画。
薄白連（はくはくれん）
一反木綿のような紙状の妖怪画。絡み付いて敵の動きを封じ込める。
斬裂天狗（きりさきてんぐ）
腕が大鋏の天狗の妖怪画。空を飛び、腕の大鋏で断ち斬る。
削眼鬼（さくがんき）
マントを羽織った巨体の一つ目の岩人形（ストーン・ゴレーム）の妖怪画。分厚い装甲で耐久性が高い。
一口鯰（ひとくちなまず）
蛙のような手足を持つ巨大なナマズ。大きな口で敵を飲み込む。
がんばれピヨ太郎
鉢巻を巻き、扇子を持った鳥の妖怪画。延々と応援してくれるので長旅で疲れた時に役立つ。
飛駄天（とびだてん）
長い尾を持つ巨鳥の妖怪画。崖や谷の移動、戦闘の移動補助など幅広く活用できる。
蛇の掌（へびのて）
5つの蛇の頭を持つ掌状の妖怪画。巻き付いて捕縛などする。
武装筆「狒々殺槍」（ぶそうひつ「ひひさっそう」）
妖筆に絡める槍状の妖怪画。圧倒的な破壊力を持ちながら妖力の効率も良い。
綾取りグモ（あやとりグモ）
茶人風の服を着た人間大の蜘蛛の妖怪画。粘着糸を用いた特製を持つ。
虎蛙（とらかわず）
虎と蛙を融合させたような姿の妖怪画。虎の殺傷力と蛙の跳躍力を併せ持つ。
石影妖屋敷（せきえいあやかしやしき）
屋敷そのものが巨大な妖怪画であり、屋敷自体も強力だが内部に複数の妖怪画を内蔵できる。
歯刃襖（はばぶすま）
歯のような刃を持つ襖の妖怪画。
足軽タタミ（あしがるタタミ）
足軽のような姿をした畳（たたみ）の妖怪画。
十六夜甲冑（いざよいかっちゅう）
巨大な鎧を纏った武士の妖怪画。
武装筆「無限」
獄炎童子『無限』との戦いで砕かれた狒々殺槍の妖力を再び筆に集めて生み出した武装筆。切れ味は極めて高く、無限によって変容した妖刀『火童羅』をも切り裂いた。

## アニメ
ヤングジャンプのホームページで河合孝典氏書き下ろしストーリーネーム50ページのwebアニメが配信された。制作は週刊ヤングジャンプ編集部、制作協力にSoftgarage。全3話構成で2012年2月1日に第1話、同年2月16日に第2話、同年3月1日に第3話が公開される。

## 単行本
- 河合孝典 『石影妖漫画譚』 集英社〈ヤングジャンプ・コミックス〉、全11巻
  1. 2010年11月19日発売 ISBN 978-4-08-879073-2
  2. 2011年2月18日発売 ISBN 978-4-08-879102-9
  3. 2011年5月19日発売 ISBN 978-4-08-879147-0
  4. 2011年8月19日発売 ISBN 978-4-08-879191-3
  5. 2011年11月18日発売 ISBN 978-4-08-879227-9
  6. 2012年2月17日発売 ISBN 978-4-08-879271-2
  7. 2012年5月18日発売 ISBN 978-4-08-879335-1
  8. 2012年6月19日発売 ISBN 978-4-08-879350-4
  9. 2012年9月19日発売 ISBN 978-4-08-879421-1
  10. 2012年12月19日発売 ISBN 978-4-08-879481-5
  11. 2013年1月18日発売 ISBN 978-4-08-879537-9